# 하인리히 하러

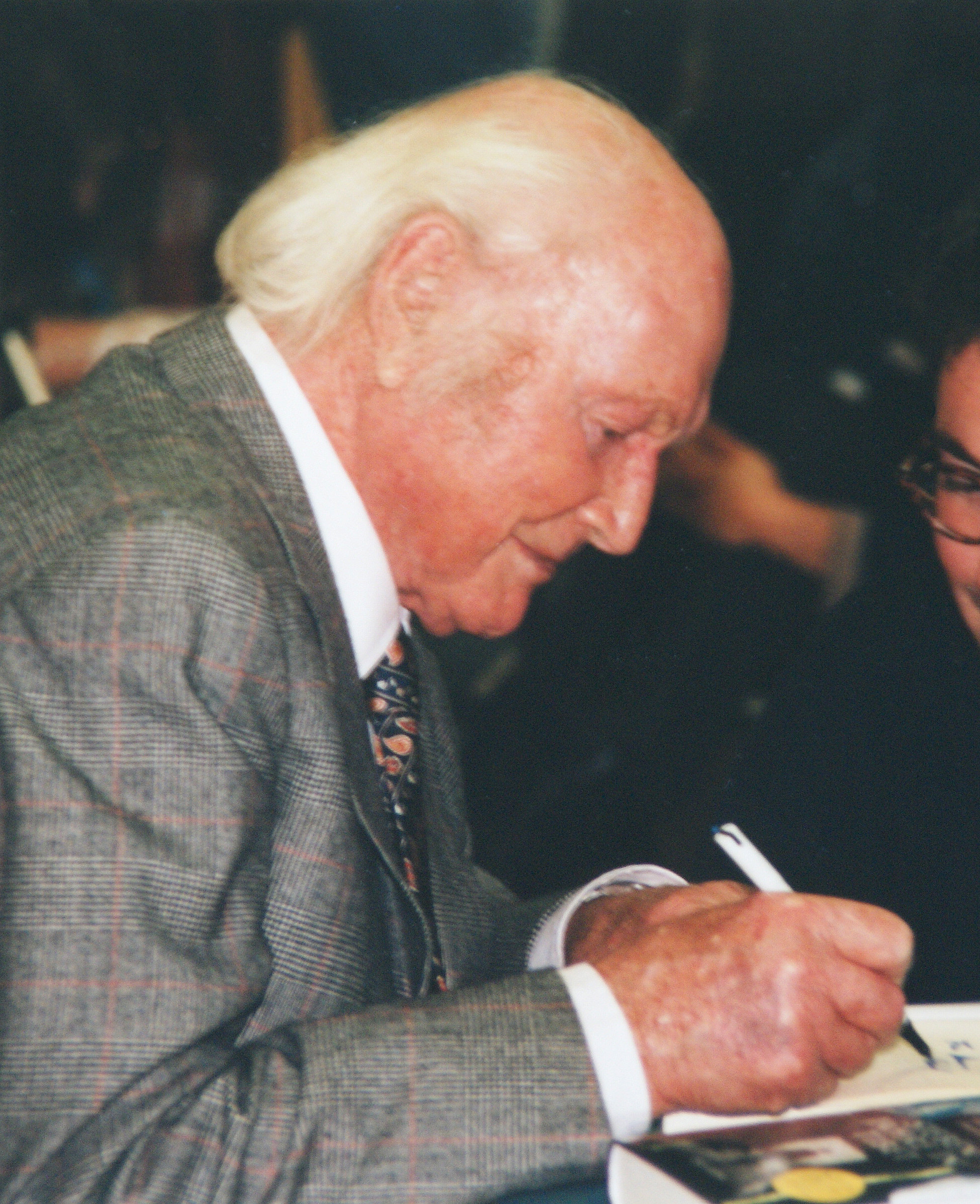
하인리히 하러

하인리히 하러 (Heinrich Harrer, 1912년 7월 6일 - 2006년 1월 7일)은 오스트리아의 등반가 이자 작가이다. 1936년 동계 올림픽에 참가하였다. 1938년 스위스 그린델발트의 아이거 북벽을 최초로 등정하였다. 당시 아이거 북벽은 많은 등반가 들이 도전하였으나 실패한 장소였다.
1939년 히말라야의 낭가파르바트 등반을 위해 독일원정팀에 합류한다. 원정 기간에 제2차 세계 대전이 발발하여 영국군의 포로가 된다. 1944년 5번의 탈출 시도 끝에 성공하여 2000km가 넘는 길을 걸어 티베트에 도착하게 된다. 티베트의 라사에서 7년간 머무르며 달라이라마와 인연을 맺게 된다. 1950년 중국이 티베트를 점령하자 오스트리아로 돌아가 그동안의 경험을 책으로 출간하였다.
주요 저서로는 《티베트에서의 7년》, 《하얀거미》 가 있으며, 티베트에서 7년은 장자크 아노 감독, 브래드 피트 주연의 영화로 제작된 바 있다.

## 생애

### 티베트에서의 7년
하러와 아우프슈나이터는 티베트 서부의 카일라스산, 기롱 종을 거쳐 1946년 1월 15일 티베트의 수도인 라싸에 도착했다.
1948년 하러는 티베트 정부에 외국 뉴스 번역가 및 법원 사진작가로 고용됐다. 하러는 티베트에 아이스 스케이팅을 소개했으며, 이후 아이스 스케이팅을 소재로 한 영화를 만들어달라는 요청을 받았다. 이 때 포탈라궁에서 제14대 달라이 라마를 처음 만났다.